# Piet Raijmakers
Petrus Josephus Raijmakers –conocido como Piet Raijmakers– (Asten, 29 de septiembre de 1956) es un jinete neerlandés que compitió en la modalidad de salto ecuestre.
Participó en los Juegos Olímpicos de Barcelona 1992, obteniendo dos medallas, oro en la prueba por equipos (junto con Bert Romp, Jan Tops y Jos Lansink) y plata en la individual. Ganó una medalla de oro en el Campeonato Mundial de Saltos Ecuestres de 2006 y una medalla de oro en el Campeonato Europeo de Saltos Ecuestres de 1991.

## Palmarés internacional
| Juegos Olímpicos   | Juegos Olímpicos     | Juegos Olímpicos | Juegos Olímpicos |
| Año                | Lugar                | Medalla          | Categoría        |
| ------------------ | -------------------- | ---------------- | ---------------- |
| 1992               | Barcelona (España)   | Medalla de oro   | Por equipos      |
| 1992               | Barcelona (España)   | Medalla de plata | Individual       |
| Campeonato Mundial |                      |                  |                  |
| Año                | Lugar                | Medalla          | Categoría        |
| 2006               | Aquisgrán (Alemania) | Medalla de oro   | Por equipos      |
| Campeonato Europeo |                      |                  |                  |
| Año                | Lugar                | Medalla          | Categoría        |
| 1991               | La Baule (Francia)   | Medalla de oro   | Por equipos      |